# Lohmanniidae
Lohmanniidae (лат.) — семейство панцирных клещей (Lohmannioidea, Oribatida).

## Описание
Мелкие панцирные клещи яйцевидной формы желтовато-коричневого цвета, длина около 1 мм (0,4 — 1,2 мм). Нотохет 16 пар, ноги короче тела. В пигидиальной части нотогастра и в коксостернальной области есть неотрихия. Гнатосома не выступает и не видна сверху. Характерна минерализация кутикулы. У Hypochthonius rufulus эпикутикулярные камеры заполнены фосфатом кальция в локальных участках. Там, где Lohmanniidae встречаются в больших количествах, они оказываются экологически важными деструкторами остатков высших растений. Клещи родов Meristacarus, Torpacarus и Heptacarus строят туннели в древесине, которые заселяются одиночными особями или служат общими местами питания, используемыми как молодыми, так и взрослыми особями. Взрослые особи родов Annectacarus, Javacarus, Lohmannia, Meristacarus, Mixacarus и Paulianacarus имеют множество секреторных пор, распределенных по всей поверхности тела. У одного из изученных видов они контролировали нервную систему. Семейство монофилетично.

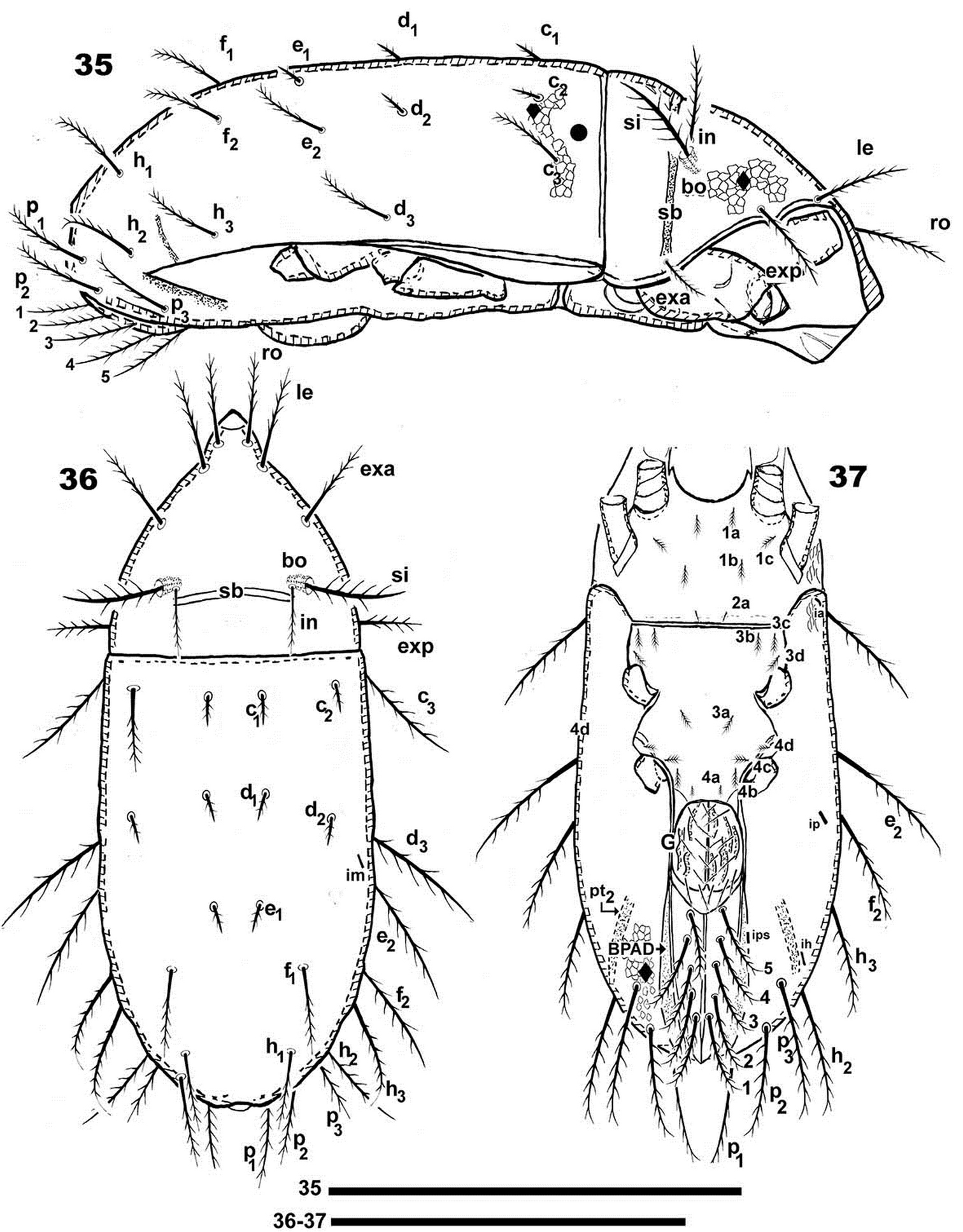
Torpacarus eidikoterai
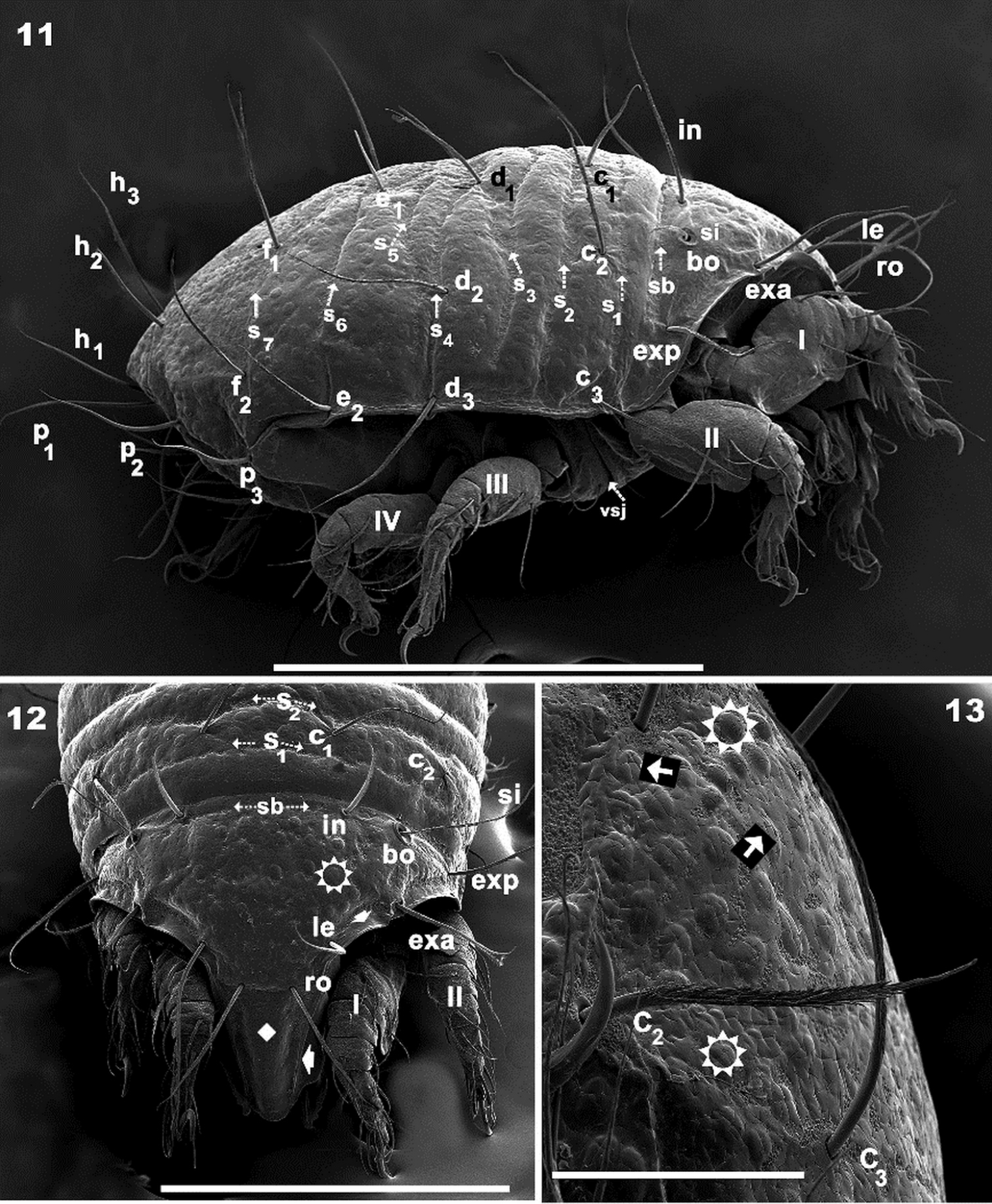
Meristacarus perikopesis
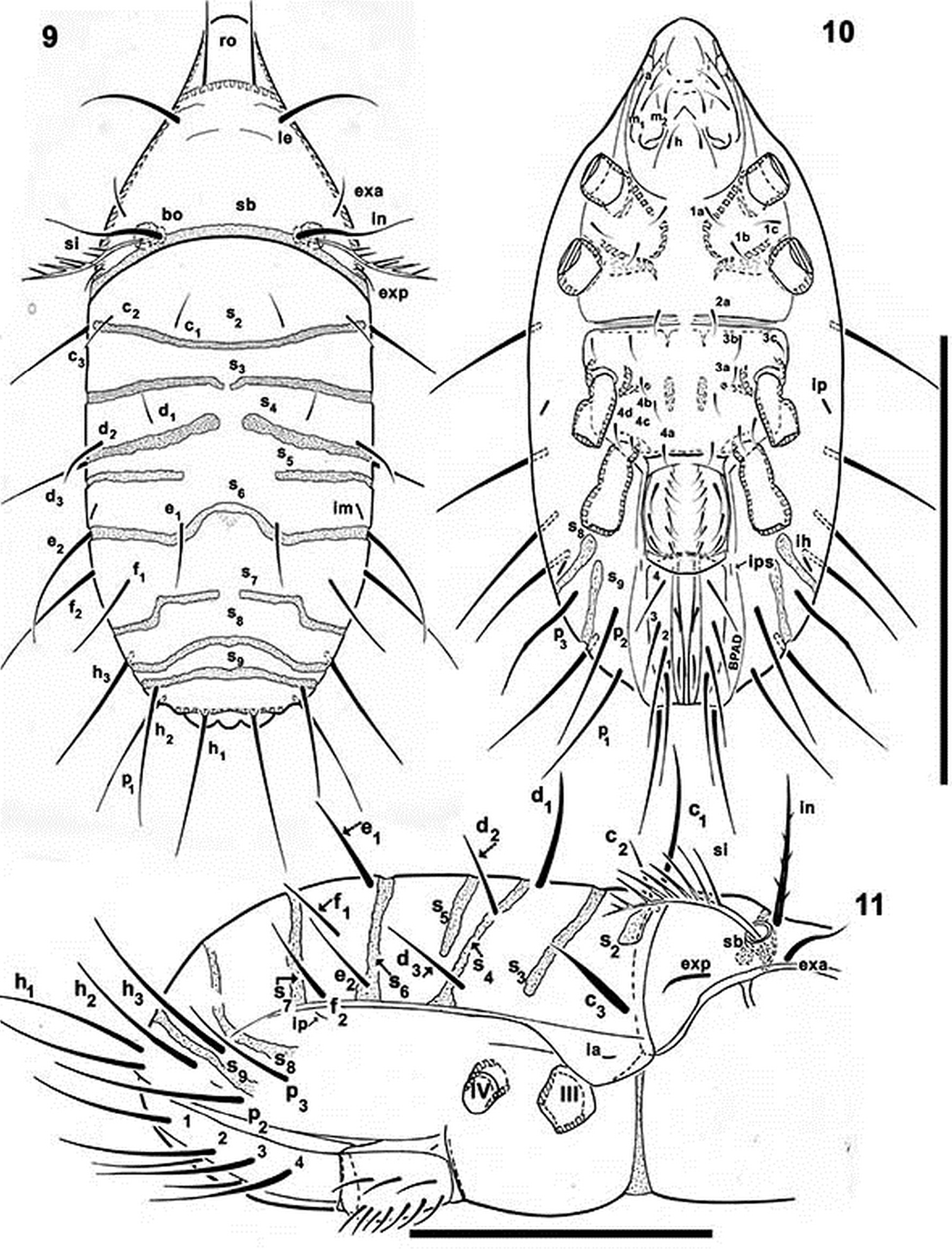
Mixacarus turialbaiensis

## Систематика
Известно более 200 видов. Семейство Lohmanniidae был впервые выделено в 1916 году итальянским акарологом Антонио Берлезе (1863—1927) в ранге трибы Lohmannini (Berlese, 1916a, p. 176) в составе семейства Malaconothridae; эта триба тогда состояла из родов Lohmannia, Perlohmannia, Epilohmannia, Malacoangelia и Eulohmannia. Французский акаролог Франсуа Гранжан (François Grandjean; 1882—1975) в 1931 году ограничил Lohmanniidae одним родом Lohmannia (Grandjean, 1931, p. 144); с тех пор было выделено и добавлено к семейству много новых родов и видов.
Семейства Lohmanniidae включали в состав надсемейства Hypochthonioidea Berlese, 1910 или в отдельное надсемейство Lohmannioidea Berlese, 1916, иногда ошибочно именуемое Lohmannoidea Grandjean, 1953.
- Annectacarus Grandjean, 1950
- Bedoslohmannia Fernández, Theron, Rollard et Castillo, 2014
- Cryptacarus Grandjean, 1950
- Dendracarus Balogh, 1961
- Haplacarus Wallwork, 1962
- Heptacarus Piffl, 1963
  - (=Neotrichacarus Hammer, 1973)
  - (=Pseudocryptacarus McDaniel, Norton et Bolen, 1979)
- Javacarus Balogh, 1961
  - (=Tongacarus Hammer, 1973)
- Lepidacarus Csiszár, 1961
- Lohmannia Michael, 1898
- Meristacarus Grandjean, 1934
  - (=Javalohmannia Hammer, 1979)
- Meristolohmannia Balogh & Mahunka, 1966
- Mixacarus Balogh, 1958
  - (=Hamacarus Hammer, 1977)
- Nesiacarus Csiszár, 1961
- Ozacarus Colloff & Halliday, 1998
  - (=Austracarus Balogh et P. Balogh, 1983 nom. praeoc.)
- Papillacarus Kunst, 1959
- Paulianacarus Balogh, 1961
- Reptacarus Pérez-Íñigo & Peña, 1995
- Strinatacarus Mahunka, 1974
- Thamnacarus Grandjean, 1950
  - (=Asiacarus Krivolutsky, 1971)
- Torpacarus Grandjean, 1950
- Ululohmannia Mahunka, 1987
  - (=Austracarus Mahunka, 1984)
- Xenolohmannia Balogh & Mahunka, 1969